# Tőrös Gábor
Tőrös Gábor (Torda, 1934. június 12. – 2021. május 18.) erdélyi magyar szobrászművész.

## Életútja, munkássága
Középiskolai tanulmányait Nagybányán folytatta, ahol Balla József és Vida Géza irányításával készült a művészpályára. 1966-ban a kolozsvári Ion Andreescu Képzőművészeti Főiskolán szerzett diplomát, tanárai Szervátiusz Jenő és Kós András voltak. 1966-tól a nagybányai Zene- és Képzőművészeti Líceum tanára. Gondolatgazdag, filozofikus tartalmú szobrászművészetét a pozitív–negatív formák játékára alapozó modern formaalkotás jellemzi. Mélyrehatóan foglalkoztatják a nemzetiségi lét sorskérdései. Témái megjelenítéséhez gyakran irodalmi példákat keres, szimbólumokat teremt.
Jelentős sikere volt az 1974-ben készült, bronzba öntött Dante-sorozatával. Éremművészi munkássága 1976-tól kezdődően teljesedett ki az egyetemes és a magyar művelődéstörténet, ill. történelem nagy alakjairól készített bronz-képmásaiban (Balassi Bálint, Zrínyi Miklós, Bethlen Gábor, Johann Sebastian Bach, Kőrösi Csoma Sándor, Madách Imre, Lev Nyikolajevics Tolsztoj, Bolyai Farkas, Petőfi Sándor, Arany János, Ady Endre, Kós Károly, József Attila, Nagy László). Önálló szoborban örökítette meg Tótfalusi Kis Miklós alakját. Legtöbb művét a nagybányai Városi Múzeum őrzi.
Nyaranként a szárhegyi művésztelepen alkotott 1975-től, 1981-ben a nyíregyháza-sóstói éremművészeti alkotótáborba látogatott. 1989-ben áttelepedett Magyarországra.

## Kiállításai (válogatás)

### Egyéni
- 1973 • Apollo Terem, Bukarest
- 1973 • Apolló Terem, Bukarest • Kézdivásárhely • Sepsiszentgyörgy
- 1979 • Korunk Galéria, Kolozsvár
- 1980 • Új Élet Galéria, Marosvásárhely
- 1983 • Nagyvárad Kiss Elekkel
- 1990 • Művésztelepi Galéria, Szentendre
- 1992 • Csók István Galéria (Kiss Elekkel), Budapest
- 1996 • Vármegye Galéria [Véső Ágostonnal, Walter Frigyessel], Budapest
- 2000 • AKG Galéria, Budapest
- 2003 • Művészetmalom, Szentendre
- 2005 • Polgárok Háza, Budapest.

### Csoportos
- 1997 • Erdélyi Tárlat, Vármegye Galéria, Budapest
- 2002 •„Felezőidő” – Romániai magyar művészet 1965-75, Ernst Múzeum, Budapest
- 2003 • Nagybányai Magyar Képzőművészek Társasága, Teleki Magyar Ház, Nagybánya
- 2009 • Barabás Miklós Céh 80 éves jubileumi tárlata, Gyárfás Jenő Képtár, Sepsiszentgyörgy

## Köztéri alkotásai (válogatás)
- 1971 • Anyaság, beton, Aknasugatag
- 1975 • dekoratív kompozíció, bronz, közigazgatási palota, Nagybánya
- 1976 • Napszekér, alumíniumlemez, Ifjúsági Művelődési Ház, Zilah
- 1978 • Tornászlány, bronz, Sportcsarnok, Nagybánya • Jégkorongozók, inox acéllemez, Jégstadion, Csíkszereda
- 1991 • Németh László-emléktábla, bronz, Nagybánya[3]

## Katalógus műveiről
- A bronz szereti mesterét. Katalógus, Király László előszavával (Kolozsvár, 1979).